# Thouarcé
Thouarcé è un ex comune francese di 1 898 abitanti situato nel dipartimento del Maine e Loira nella regione dei Paesi della Loira. Dal  1º gennaio 2016 è accorpato al nuovo comune di Bellevigne-en-Layon. 

## Società

### Evoluzione demografica
Abitanti censiti